# Atributo divino
En teología cristiana, un atributo divino es una cualidad o característica atribuida a Dios. Dada la condición especial de Dios, en que "sus atributos coinciden con su ser". Es común que sean los atributos llamados perfecciones divinas.

## Clasificación
Con el objetivo de facilitar el estudio, se acostumbra clasificar a los atributos divinos en dos grupos: atributos comunicables e incomunicables, o también como "atributos exclusivos de Dios" y "atributos no-exclusivos de Dios".
- Atributos comunicables son aquellos en que son encontradas semejanzas o analogías en la criatura, especialmente no ser humano (estos atributos pueden ser comunicados a la criatura).

- Atributos incomunicables son aquellos que enfatizan la distinción absoluta entre Dios o la criatura (no pueden ser comunicados a la criatura). Generalmente, se habla de ellos por vía negativa, afirmando aquello que Dios no es - esta descripción es conocida como teología negativa o apofática.

## Ejemplos de atributos
A modo de ejemplo, se puede observar la siguiente lista de atributos (a partir de autores como Charles Hodge, Louis Berkhof, Wayne Grudem y Bruce Milne):
- Atributos incomunicables

- Aseidad;
- Inmutabilidad;
- Infinitud;

- Eternidad
- Inmensidad

- Simplicidad divina
- Omnipotencia;
- Omnipresencia;
- Omnisciencia;

- Omnibenevolencia

- Señor

- Atributos comunicables

- Conocimiento;
- Bondad;
- Amor;
- Santidad;
- Justicia;
- Misericordia;
- Verdad;
- Soberanía;
- Voluntad;
- Ira;
- Humildad;
- Recompensador.

## Acerca de los atributos de Dios
Definimos el conocimiento de Dios como aquella perfección por la cual Él, de manera singular, conoce a Sí mismo y todas las cosas existentes y posibles, las que son y las que podrían ser.
Sentimos que la manera es la extensión de este conocimiento son incomprensibles para nosotros. El conocimiento de Dios es diferente al nuestro, no es sucesivo, no es adquirido gradualmente sino intuitivamente. Esto no es parcial ni imperfecto, es relativo como el nuestro, pero inmediato y perfecto, que corresponde a la verdad de las cosas.
Los pasajes bíblicos que enseñan la omnisciencia de Dios son: Salmos 139.1 al 6, salmos 147.5. y 1º Juan 3.20.

### El objetivo de la omnisciencia de Dios
Dios conoce todo el universo creado - materia y espíritu - en su inmensidad inconcebible, complejidad, minuciosidad de sus partes, sutileza del pensamiento, la volición (voluntad). Conoce tanto lo posible como lo real, existente, como si estuviera leyendo la Santa Biblia, Isaías 48.18; el futuro como el presente está en su presencia, Salmos 139. 2-4, Salmos 147.3 y 4.
Este último aspecto de la omnisciencia de Dios, como presciencia, especialmente en lo que dice respecto a las acciones libres de los hombres, nos presenta un problema dificilísimo, insoluble al hombre. ¿Cómo puede Dios conocer con certeza las acciones libres de los hombres antes de que ellos nazcan, cuando esas son determinadas únicamente por ellos? Esta dificultad ha llevado a muchos a negar la presciencia de Dios. Pero la Biblia dice claramente que Él las conoce, Isaías 42.9, Isaías 46.10. Algunos tienen eso en el otro extremo y niegan el libre albedrío del hombre. Pero la verdad, aunque incomprensible, está en el término medio. Conviene recordar que a presencia de un acto lo torna cierto, pero no lo obliga. Faraón fue libre y responsable por el endurecimiento de su corazón. Dios las conoce, esto es, las leyes, y por eso sabe de antemano lo que haremos. Sin embargo, esto aún no resuelve el misterio.

### Omnipotencia de Dios
La omnipotencia de Dios es aquella perfección divina por la cual Dios puede, por el mero ejercicio de su voluntad, realizar todo cuanto Él resuelve llevar a efecto, Salmos 115.3. La cuestión no es lo que Dios puede hacer, sino lo que Él quiere hacer. 
Hay dos cosas más que deben ser notadas:
- Dios no usa todo su poder - Él podría hacer más de lo que hace, si quisiese, o hacer, si quisiera. Él tiene poder sobre su propio poder.
- La omnipotencia de Dios no excluye, sino que toma como autolimitación de este poder que permite. Así es que tenemos el libre albedrío del hombre.

### Vivacidad
El Dios bíblico se nos presenta como Dios vivo. Docenas de incidencias equivalentes a la expresión «Dios vivo» o «así como Yo vivo» aparecen en la Biblia, como mensaje directo de Dios o por mensaje indirecto de los profetas o los apóstoles.

### Materialidad
Es consecuencia de la vivacidad.

## Teísmo abierto
Es la teología que niega la omnipresencia, la omnipotencia y la omnisciencia de Dios. Sus partidarios presentan otra definición donde afirman una revaluación del concepto de la omnisciencia de Dios, y la cual se afirma que Dios no conoce el futuro por completo, y puede cambiar de opinión según las circunstancias.
También dicen algunos defensores, que el término "Todopoderoso" no puede ser extraído del contexto bíblico, ya que, según ellos, la traducción original de la palabra del cual es traducida esta expresión se perdió con el transcurrir de los siglos.